# Política agrícola
O termo política agrícola se refere a um conjunto de práticas que visam amparar e direcionar o setor referente a economia rural e as atividades agropecuárias. Mais especificamente, quando se fala em políticas agrícolas está se fazendo uma menção às políticas estatais que promovem pesquisas no âmbito da agricultura e pecuária, facilidade no acesso a instrumentos agrícolas, garantia de preços mínimos justos para os produtos destinado a esse tipo de produção, assistência de crédito e implantação de medidas que buscam uma harmonia entre o segmento agropecuário e o setor da indústria nacional. De maneira geral, a política agrícola pode ser entendida como ações governamentais que por meio do estabelecimento, modificação ou eliminação de leis promovam o estímulo ou desestímulo à produção rural.

## Instrumentos da política agrícola no Brasil
As políticas agrícolas, como as demais políticas públicas, são as responsáveis por realizar as mudanças desejadas pelos governos (nesse caso específico, no âmbito rural). Em cada momento histórico pressupõe-se que tais políticas se orientem no sentido de cumprir o que se espera da agricultura em determinado período, desse modo, esse conjunto de iniciativas variam não só de acordo com os anos, mas também de país para país. A agropecuária no Brasil é um setor não somente estratégico, mas também de alto peso no desenvolvimento econômico, e para compreender as políticas brasileiras é então necessário discuti-las a partir dos seguintes eixos:
- Crédito rural O crédito rural se subdivide em três modalidades sendo elas crédito de custeio, crédito de investimento e crédito de comercialização. Cada uma destas modalidades visa financiar uma etapa diferente dos processos produtivos, sendo assim, a primeira é direcionada à compra de insumos e a fase da colheita, a segunda à aquisição de bens e serviços duráveis e a última é relacionada a mecanismo que garantam o armazenamento da colheita em tempos de queda de preço. O chamado Plano Safra nada mais é que uma medida de investimento e crédito criada em 2003, pelo governo federal, visando suprir essa demanda da atividade agrícola. Este plano se renova anualmente e tem vigência de junho a julho, período escolhido para ser simultâneo a calendário da safra agrícola brasileira. Para além de crédito, o Plano reúne uma série de medidas públicas e serviços da política agrícola brasileira, se apresentando como uma cartilha central para essas as atividades produtivas.
- Política de garantia de preços mínimos Essa política é amparada pelo decreto nº79 de 1966 que prevê assegura a União como responsável pela garantia os preços dos produtos das atividades agrícolas, pecuárias e extrativas de forma que tal medida seja aplicada exclusivamente a favor dos produtores ou de suas cooperativas. A lei nº 8427 de 1992 também é um arcabouço legal para essa prática pois promove uma equalização dos produtos das categorias citadas anteriormente e, uma vez que governo se compromete a pagar a diferença entre a taxa de juros praticada no mercado financeiro e a taxa efetivamente paga pelo produtor, isso acaba por se tornar um instrumento de garantia do preço mínimo.
- Seguro rural  O seguro rural funciona das diretrizes de um seguro convencional. A contratação desse serviço visa minimizar as perdas na lavoura ao possibilitar a recuperação do capital investido, o diferencial deste seguro para os demais é seu custo reduzido devido ao subsídio financeiro do governo federal.  Existe também a modalidade de Seguro da Agricultura Familiar (SEAF), que visa exclusivamente a proteção da renda familiar. Esta ramificação, especifica algumas culturas que têm direito a adesão deste tipo de seguro. Culturas como algodão, arroz, feijão, feijão caupi, maçã, milho, soja, trigo banana, caju, mandioca, a adesão ao seguro é compulsória (obrigatória).
- Pesquisa e extensão rural  Ao longo dos anos a pesquisa e a extensão rural vieram adquirindo espaço fundamental na agricultura e pecuária brasileira sendo a Embrapa a principal empresa pública que tem como função realizar pesquisas no setor agropecuário.  Embora seja um órgão do governo, a Embrapa vem ao longo dos últimos anos recebendo remunerações da iniciativa privada o que, em muitos casos, direcionam as pesquisas para o interesse de mercado. Pouco se observa em recursos e pesquisas destinados a agricultura familiar e agroecologia.
- Saúde animal e sanidade vegetal  As medidas acerca da saúde animal e sanidade vegetal estão diretamente ligadas ao Ministério da Agricultura. Para a discussão e aprimoramento das questões ligadas a essas duas temáticas existem diferentes organizações e convenções que vão do nível nacional ao mundial, notando-se inclusive a existência de um departamento próprio para a fiscalização da questão animal no Brasil que é o Departamento de Saúde Animal (DSA/SDA), porém apesar de todas as iniciativas, o avanço e efetivação de práticas de melhoria estão também correlacionadas às pesquisas rurais desenvolvidas no país.
- Política de uso florestal e de incentivo ao reflorestamento  Essa medida visa a avaliação dos impactos e a reparação dos danos ambientais, mais especificamente os que são de consequência das práticas agrícolas. A esta política a responsabilidade é de ordem do Ministério do Meio Ambiente, sobretudo da Comissão Nacional de Florestas (CONAFLOR), cujo decreto nº3420 de 2000 exige que seja composta por pelo menos um representante do Ministério da Agricultura, do Ministério do Desenvolvimento Agrário e da EMBRAPA.